# Agustí Cabruja i Auguet
Agustí Cabruja i Auguet (Salt, 5 d'abril de 1911 - ciutat de Mèxic, 11 de setembre de 1983) fou un escriptor i periodista català. Fou cofundador de la revista El Poble de Salt i redactor del diari L'Autonomista de Girona, alhora que militava a ERC. També col·laborà com a corresponsal de La campana de Gràcia i La Humanitat. L'any 1936 fou nomenat secretari de diversos governadors civils de Girona (Josep Puig Pujades, Eduard Layret i Martí Jordi-Frigola), càrrec que ocupà fins que marxà al front. A la guerra civil espanyola lluità amb l'exèrcit republicà. Des del front de Madrid enviava les seves Postals de guerra a l'Autonomista, amb notícies del front de primera mà.
El 1939 s'exilià a França. Després d'estar uns mesos a un camp de concentració s'establí a Montpeller, on entrà en contacte amb diversos polítics i escriptors catalans a l'exili. El 1942 marxà a Mèxic, on es casà amb Rosa Castillo. Va obrir una botiga a la ciutat de Mèxic, i més tard treballà com a corrector de proves a l'editorial UTEHA. A Mèxic va publicar els llibres Terra nostra, Ona i ocell, La ciudad de madera, Raïm (poesia) i Les òlibes, premi de novel·la als Jocs Florals de 1955. Col·laborà a les revistes Pont Blau, La Nostra Revista, Ressorgiment i Quaderns de l'exili, així com a Serra d'Or i Tele-estel.
L'any 1987, l'Ajuntament de Salt i la Diputació de Girona publicaren el llibre Polítics i escriptors gironins de la Segona República, amb pròleg d'Heribert Barrera. Posteriorment l'any 2002 aquest recull d'apunts biogràfics es tornà a publicar ampliat sota el títol Homes de la meva terra.
Des de l'any 1984 un carrer de la vila de Salt porta el seu nom.

## Obres
- Ciudad de madera (Mèxic 1947)
- Terra Nostra (Mèxic 1946)
- Ona i ocell (Mèxic 1950)
- Raïm (Mèxic 1951)
- Les òlibes (Mèxic 1956). Traduit al castellà com Aves siniestras (Mèxic 1956)
- Homes de la meva terra (2002)
- Polítics i escriptors gironins durant la Segona República (1987)